# Danaus cleophile
Bướm vua Jamaica (Danaus cleophile) là một loài bướm giáp trong họ Bướm giáp, phân họ Danainae. Nó được tìm thấy ở Cộng hòa Dominica, Haiti, và Jamaica.